# 九位
九位（きゅうい、くい）は、世阿弥が能の芸を9つの段階に分類したもの。また、それを論じた書名。

## 芸位の「九位」
上三位
- 妙花風
- 寵深花(ちょうしんか)風
- 閑花風

中三位
- 正花(しょうか)風
- 広精(こうしょう)風
- 浅文(せんもん)風

下三位
- 強細(ごうさい)風
- 強麁(ごうそ)風
- 麁鉛(そえん)風

## 解説
書物の『九位』（『九位次第』とも）は、『花鏡』よりも少し後に書かれた、世阿弥の能芸論書である。この著書の中で世阿弥は、仏教における九品になぞらえ、能の芸の段階（芸位）を9段階に分けて示した。9段階それぞれの境地の説明には、禅の詩句が引かれている。
世阿弥は同時代の能楽者について、増阿弥の能や音曲の芸位を「閑花風」と評し、また犬王（道阿弥）の能を「上三花にて、つゐに中上にだに落ちず」と評したことが『申楽談儀』に見える。
また、能の演目の位としても用いられている。『申楽談儀』で世阿弥は「井筒」を「上花」、「松風村雨」は「寵深花風か」と評している。